# Bolszoj Dwor (rejon nikolski)
Bolszoj Dwor (ros. Большой Двор) – wieś (dieriewnia) w Rosji, w obwodzie wołogodzkim, w rejonie nikolskim. W 2021 liczyła 18 mieszkańców.